# Пиньял-да-Серра
Пиньял-да-Серра (порт. Pinhal da Serra)  —  муниципалитет в Бразилии, входит в штат Риу-Гранди-ду-Сул. Составная часть мезорегиона Северо-восток штата Риу-Гранди-ду-Сул. Входит в экономико-статистический  микрорегион Вакария. Население составляет 2248 человек на 2022 год. Занимает площадь 438,110 км². Плотность населения — 5,13 чел./км².

## Статистика
- Валовой внутренний продукт на 2003 составляет 137.196.862,00 реалов (данные: Бразильский институт географии и статистики).
- Валовой внутренний продукт на душу населения на 2003 составляет 58.183,57 реалов (данные: Бразильский институт географии и статистики).